# Cellule bipolaire

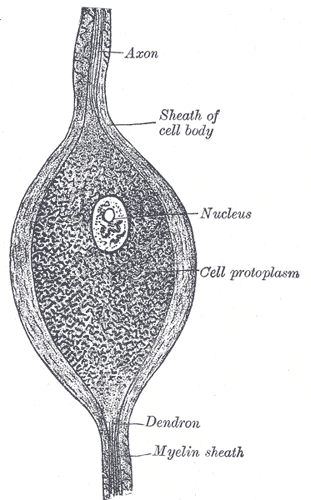
Cellule nerveuse bipolaire du ganglion spinal.

Les cellules bipolaires sont des neurones comportant deux extensions, des neurones sensoriels spécialisés dans la transmission des sens spéciaux. En tant que tels, elles font partie des facteurs sensoriels pour l'odorat, la vue, le goût, l'ouïe et les fonctions vestibulaires.
Des exemples courants sont la  cellule bipolaire de la rétine, les ganglions du nerf vestibulaire et l'utilisation extensive de cellules bipolaires pour transmettre des signaux efférentes pour contrôler les muscles.
Les quatre types de neurones rétinaux sont les cellules bipolaires, les cellules de ganglion, les cellules horizontales et les cellules amacrines.

## Cellules bipolaires dans la rétine
Souvent trouvé dans la rétine, les cellules bipolaires sont cruciales car elles servent les deux voies cellulaires : directes et indirectes. L'emplacement spécifique des cellules bipolaires leur permettent de faciliter la voie aux signaux à la fois là où ils commencent dans les récepteurs, ainsi que là où ils arrivent aux cellules ganglionnaires. Les cellules bipolaires dans la rétine sont également uniques, car elles ne déclenchent pas d'impulsions comme les autres cellules présentes dans la rétine. Au contraire, les cellules bipolaires ont un champ récepteur qui les entoure. Les cellules bipolaires hors-centre possèdent des relations avec les synapses et sont polarisées par la  lumière. Au contraire, le centre des cellules bipolaires possède des synapses inhibitrices et donc, sont supprimées dans l'obscurité.

## Cellules bipolaires dans le nerf vestibulaire
Les neurones bipolaires existent dans le nerf vestibulaire car il est responsable de sensations sensorielles, y compris l'ouïe, l'équilibre et la détection de mouvement. La majorité des neurones bipolaires appartenant au nerf vestibulaire existe dans le ganglion vestibulaire avec ces axones qui pénètrent dans les ampoules des canaux semi-circulaires.

## Cellules bipolaires dans le ganglion spinal
Les cellules bipolaires sont également présents dans le ganglion spinal, lorsque les cellules sont dans l'état d'embryon.
Parfois, les extensions, également appelés processus, se détachent de pôles opposés de la cellule, et la cellule prend alors une forme de broche; dans d'autres cellules deux processus émergent au même point.
Dans certains cas où deux fibres sont apparemment liés à une cellule, l'une des fibres est réellement dérivé d'une cellule nerveuse adjacente et est passant pour mettre fin à une ramification autour de la cellule ganglionnaire, ou encore, il peut être enroulé en hélice autour du nerf procédé qui est issu de la cellule.